# Jean Gracia
Pour les articles homonymes, voir Gracia.
 (novembre 2024).
Si vous disposez d'ouvrages ou d'articles de référence ou si vous connaissez des sites web de qualité traitant du thème abordé ici, merci de compléter l'article en donnant les références utiles à sa vérifiabilité et en les liant à la section « Notes et références ».
Jean Gracia, né le 23 septembre 1955 à Sabadell (Espagne) est un ancien sprinter et un dirigeant sportif français. 
Le 14 décembre 2024, il est élu président de Fédération française d'athlétisme.

## Biographie

### Carrière

#### Carrière sportive
Il est recordman de France en 1979 du 50m en salle et dirigeant sportif français. Ancien Directeur général, il est aujourd’hui président de la Fédération Française d’Athlétisme. Il est également Vice-président de European athletics chargé de la Commission sur la gouvernance et l’intégrité. 
Commençant l’athlétisme assez tard à l’âge de 16ans, il se licencie dès ses débuts à l’Athlétic Club de Cannes, dont il sera le président de 1984 à 1996. Il égale à 24 ans, le record de France du 50m en salle.

#### Carrière institutionnelle
Jean Gracia dédie sa carrière à la cause de l’athlétisme, puisqu’il a été notamment Directeur général de la Fédération Française d’Athlétisme de 1992 à 2015, avant de devenir en 2016 Secrétaire général à l’IAAF, il a également été élu Vice-président et membre du Bureau Exécutif depuis 2011 de European Athletics et Vice-président de la FFA à partir de 2020. Très engagé dans la lutte contre le dopage, Jean Gracia est également un spécialiste du développement et de la gouvernance des fédérations.